# Kościół Matki Bożej Różańcowej w Poznaniu
Kościół Matki Bożej Różańcowej w Poznaniu – rzymskokatolicki kościół parafialny, położony w Poznaniu, na Zielińcu, u zbiegu ulic Warpińskiej i Arkońskiej.

## Historia
Inicjatorem budowy kościoła pw. Matki Bożej Różańcowej w Poznaniu był ksiądz Stanisław Szymkowiak, proboszcz parafii pw. Ducha Świętego na Antoninku. Kościół został wybudowany na działce ofiarowanej przez parafiankę. Kościół pw. Matki Bożej Różańcowej został wybudowany w latach 1991–1997. Wmurowanie kamienia węgielnego pod budowę kościoła nastąpiło w dniu 21 lipca 1991. Na patrona budowy świątyni i domu parafialnego został ustanowiony św. Maksymilian Kolbe. W dniu 7 października 1997 nastąpiła konsekracja kościoła przez arcybiskupa metropolitę poznańskiego Juliusza Paetza. W marcu 1999 zostaje ustanowiony Ośrodek Duszpasterski pw. Matki Bożej Różańcowej oraz we wrześniu tego samego roku przystąpiono do budowy domu parafialnego. W grudniu 2002 nastąpiło erygowanie parafii pw. Matki Bożej Różańcowej. W 2004 ukończono prace nad budową domu parafialnego, który został poświęcony w dniu 29 maja 2004 przez biskupa Zdzisława Fortuniaka. Budowa kościoła oraz domu parafialnego finansowana była z ofiar wiernych. 27 grudnia 2018, w setną rocznicę wybuchu powstania wielkopolskiego, na elewacji frontowej odsłonięto tablicę pamiątkową ufundowaną przez parafian, a zaprojektowana przez artystę z Antoninka, Stanisława Mystka (autora pomnika Stefana Wyszyńskiego we Włocławku). Tablica zawiera cytat z papieża Jana Pawła II oraz napis Surge Polonia, czyli Powstań Polsko.

## Architektura
Projektantem świątyni jest Zygmunt Roszak. Kościół zbudowano na planie prostokąta. Nakryty jest dwuspadowym, stromym dachem. Pośrodku dachu wznosi się strzelista wieżyczka. Nad głównym wejściem przeszklona ściana z wkomponowanymi w nią trzema krzyżami. Po lewej stronie wejścia kamień węgielny wmurowany w 1991. W węższym od nawy prezbiterium umieszczono dużych rozmiarów krzyż. W głównym ołtarzu znajduje się wykonana z piaskowca rzeźba Matki Bożej Różańcowej autorstwa Stanisława Mystka. Na ścianach nawy, po bokach prezbiterium dwa ołtarze boczne, po lewej z obrazem Matki Boskiej Nieustającej Pomocy, a po prawej z obrazem Miłosierdzia Bożego. W kościele pw. Matki Bożej Różańcowej znajduje się kaplica poświęcona św. Maksymilianowi Kolbe, w której umieszczono relikwie i obraz świętego. Przed kościołem drewniana kapliczka z figurą Matki Boskiej. Na terenie przykościelnym grota z figurą Matki Boskiej z Lourdes.

## Galeria

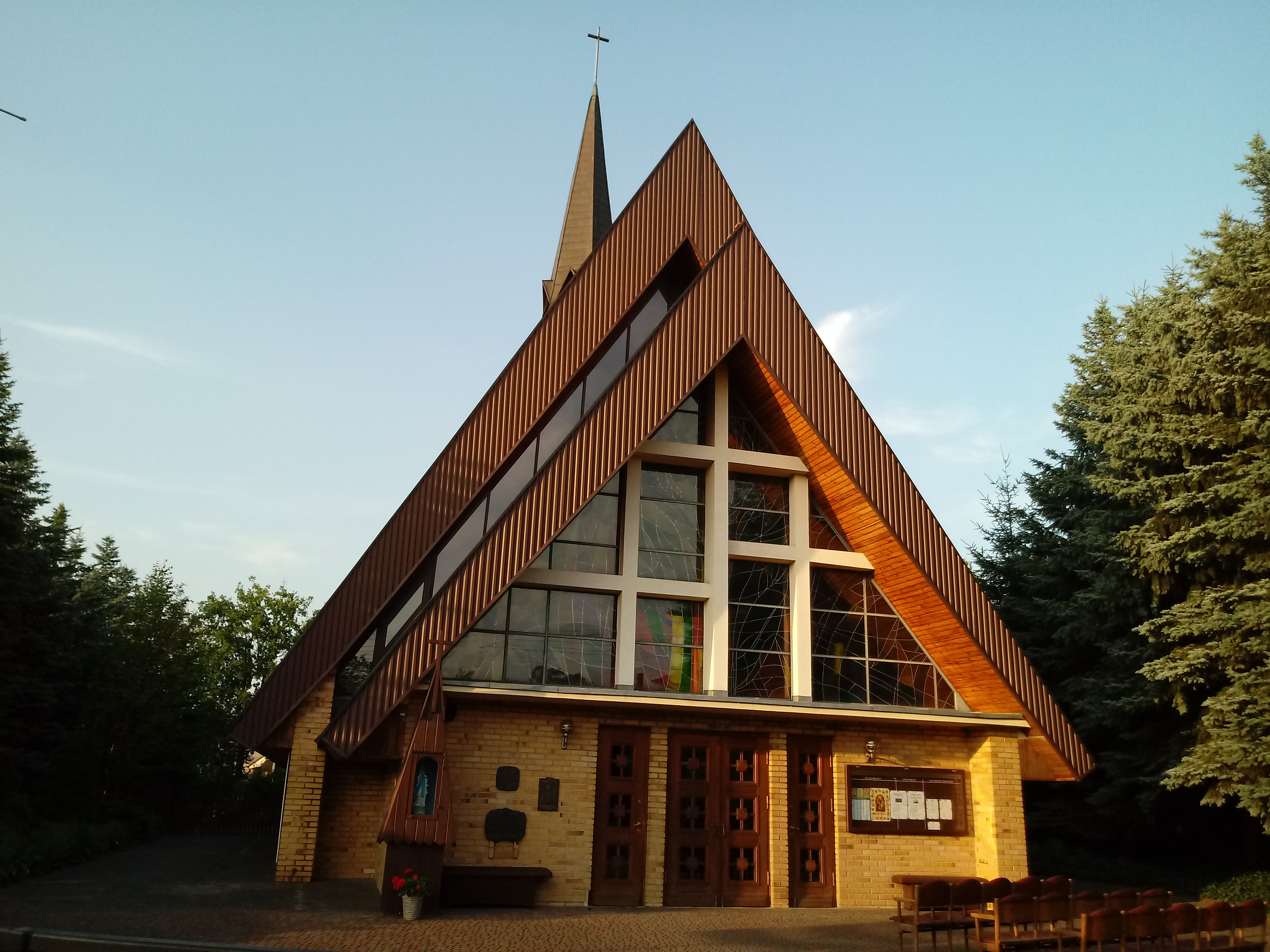
Front kościoła
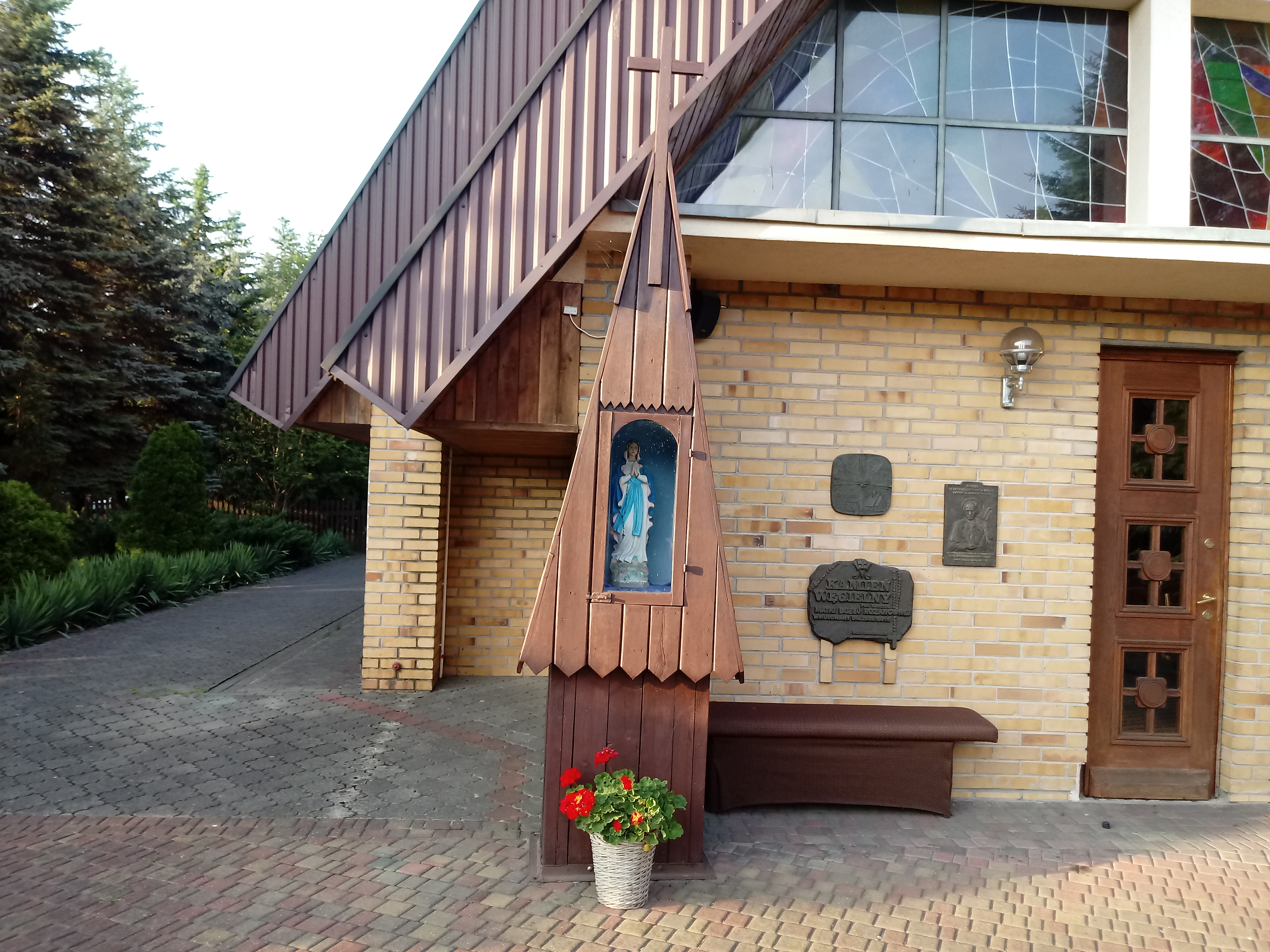
Kapliczka przed kościołem
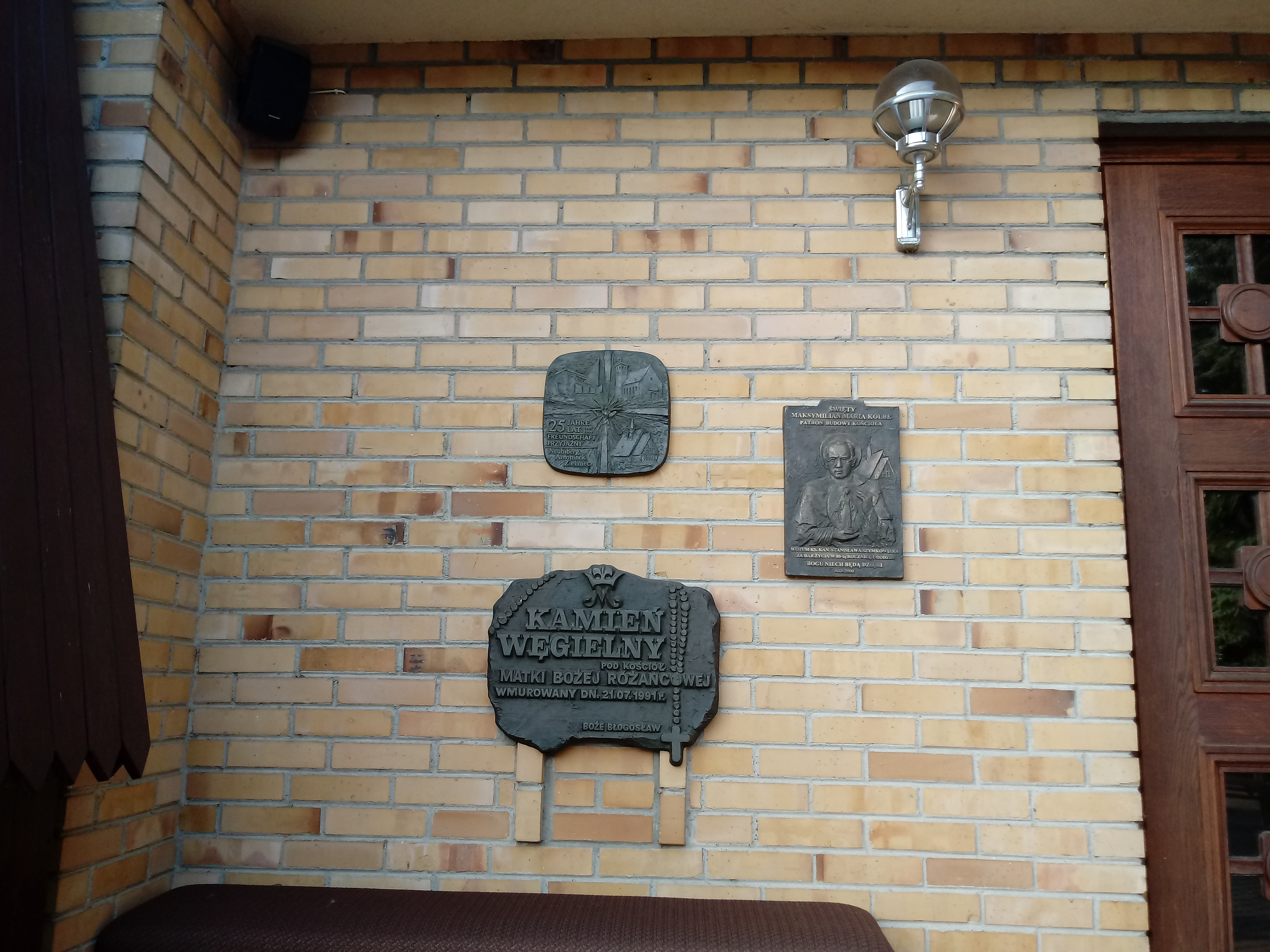
Kamień węgielny i tablice pamiątkowe na ścianie kościoła